# Droga krajowa B228 (Niemcy)
Droga krajowa 228 (niem. Bundesstraße 2284, B 228) – niemiecka droga krajowa przebiegająca  z zachodu na północny wschód i łączy drogę B8 w Düsseldorfie z drogą B7 w Wuppertalu w Nadrenii Północnej-Westfalii.